# Paprotnia, Condado de Sochaczew
Paprotnia [paˈprɔtɲUn] es un pueblo ubicado en el distrito administrativo de Gmina Teresin, dentro del Condado de Sochaczew, Voivodato de Mazovia, en el este de Polonia central. Se encuentra aproximadamente a 2 kilómetros al noreste de Teresin, a 14 kilómetros al este de Sochaczew, y a 39 kilómetros al oeste de Varsovia.
El pueblo tiene una población de 1,400 habitantes.